# Domaine de Hachinohe
Le domaine de Hachinohe (八戸藩, Hachinohe-han) est un domaine féodal japonais de l'époque Edo, situé dans la province de Mutsu à Honshū. Son territoire comprend 41 villages du district de Sannohe, 38 villages dans du district de Kunohe et 4 villages du district de Shiwa, pour un revenu total de 22 000 koku. Le domaine est centré autour du château de Hachinohe, situé au milieu de l'actuelle ville de Hachinohe dans la préfecture d'Aomori.

## Histoire
Le domaine de Hachinohe a un statut quelque peu ambigu parce qu'il est considéré comme un sous-domaine du domaine de Morioka et contrôlé par une branche du clan Nanbu et, bien que fondé sur ordre du shogunat Tokugawa, est sujet au système du sankin-kōtai et a la permission d'avoir un château (autorisation seulement accordée aux domaines indépendants). Son statut est clarifié en 1812 quand la résidence du domaine à Edo brûle dans un incendie, le 10e daimyō du domaine de Morioka, Nambu Toshitaka, refuse alors d'aider à sa reconstruction, en citant l'« indépendance » de Hachinohe.
Pendant la guerre de Boshin de la restauration de Meiji, Nanbu Nobuyuki rejoint l'Ōuetsu Reppan Dōmei et se joint aux forces du domaine de Morioka lors de la bataille de Noheji contre les forces pro-impériales du domaine de Hirosaki et du domaine de Kuroishi. Cependant, grâce à ses relations secrètes avec le domaine de Kubota, il peut se soustraire à la punition du nouveau gouvernement Meiji. En juillet 1871, avec l'abolition du système han, le domaine de Hachinohe devient la préfecture de Hachinohe puis est fusionné dans la nouvelle préfecture d'Aomori en septembre 1871.

## Liste des daimyos
- Clan Nanbu (tozama daimyo) 1664-1871

|   | Nom                        | Mandat    | Titre de cour         | Rang de cour            | Revenu      |
| - | -------------------------- | --------- | --------------------- | ----------------------- | ----------- |
| 1 | Nanbu Naofusa (南部直房)   | 1664-1668 | Saemon-no-sho         | 5e (従五位下) inférieur | 20 000 koku |
| 2 | Nanbu Naomasa (南部直政)   | 1668-1699 | Tōtōmi-no-kami        | 4e (従四位下) inférieur | 20 000 koku |
| 3 | Nanbu Michinobu (南部通信) | 1699-1716 | Tōtōmi-no-kami        | 5e (従五位下) inférieur | 20 000 koku |
| 4 | Nanbu Hironobu (南部広信)  | 1716-1741 | Kai-no-kami           | 5e (従五位下) inférieur | 20 000 koku |
| 5 | Nanbu Nobuoki (南部信興)   | 1741-1765 | Saemon-no-sho         | 5e (従五位下) inférieur | 20 000 koku |
| 6 | Nanbu Nobuyori (南部信依)  | 1765-1781 | Kai-no-kami           | 5e (従五位下) inférieur | 20 000 koku |
| 7 | Nanbu Nobufusa (南部信房)  | 1781-1796 | Ise-no-kami           | 5e (従五位下) inférieur | 20 000 koku |
| 8 | Nanbu Nobumasa (南部信真)  | 1796-1842 | Saemon-no-sho         | 5e (従五位下) inférieur | 20 000 koku |
| 9 | Nanbu Nobuyuki (南部信順)  | 1842-1871 | Tōtōmi-no-kami (jijū) | 4e (従四位下) inférieur | 20 000 koku |
|   |                            |           |                       |                         |             |